# Atletica leggera ai Giochi della X Olimpiade - Decathlon
La competizione del decathlon di atletica leggera ai Giochi della X Olimpiade si tenne i giorni 5 e 6 agosto 1932 al Memorial Coliseum di Los Angeles.

## L'eccellenza mondiale
I migliori decatleti in circolazione sono Akilles Järvinen e Jesse Mortensen. Quest'ultimo però si infortuna proprio nell'anno olimpico, lasciando ad Järvinen il ruolo di unico favorito. Il più serio avversario del finlandese è James Bausch, che ha un personale oltre gli 8000 punti.

## Risultati
Dopo la prima giornata è in testa Wilson Charles. Spicca il 7,24 con cui ha vinto la gara del lungo (unico sopra i 7 metri). Conduce la gara con 4.266 punti davanti al lettone Dimza ed a Järvinen.

Nella seconda giornata emergono Wolrad Eberle e James Bausch. L'americano vince il disco con 44,58 e si assicura il primo posto saltando con l'asta 4 metri. Bausch, in forma splendida, è primo anche nel giavellotto. Dopo nove gare, il suo margine sul secondo, Järvinen, è di 350 punti.

Nonostante un 1500 lento, Bausch vince con il nuovo record del mondo.

Il campione in carica, il finnico Yrjölä, arriva soltanto sesto con 7.687 punti.

### 100 metri piani
| Pos. | Atleta                | Tempo | Punti |
| ---- | --------------------- | ----- | ----- |
| 1    | Akilles Järvinen      | 11"1  | 881,0 |
| 1    | Héctor Berra          | 11"1  | 881,0 |
| 3    | Buster Charles        | 11"2  | 857,2 |
| 4    | Bob Tisdall           | 11"3  | 833,4 |
| 4    | Clyde Coffman         | 11"3  | 833,4 |
| 4    | Jānis Dimza           | 11"3  | 833,4 |
| 7    | Erwin Wegner          | 11"4  | 809,6 |
| 7    | Hans-Heinrich Sievert | 11"4  | 809,6 |
| 7    | Wolrad Eberle         | 11"4  | 809,6 |
| 10   | Zygmunt Siedlecki     | 11"6  | 762,0 |
| 11   | Harry Hart            | 11"7  | 738,2 |
| 11   | Jim Bausch            | 11"7  | 738,2 |
| 13   | Paavo Yrjölä          | 11"8  | 714,4 |
| 14   | Péter Bácsalmási      | 12"0  | 666,8 |
| -    | Carlos Woebcken       | Rit.  | Rit.  |

### Salto in lungo
| Pos. | Atleta                | Misura | Punti  |
| ---- | --------------------- | ------ | ------ |
| 1    | Buster Charles        | 7,24   | 911,80 |
| 2    | Jānis Dimza           | 7,22   | 906,90 |
| 3    | Héctor Berra          | 7,14   | 887,30 |
| 4    | Akilles Järvinen      | 7,00   | 853,00 |
| 5    | Hans-Heinrich Sievert | 6,97   | 845,65 |
| 6    | Jim Bausch            | 6,95   | 840,75 |
| 7    | Wolrad Eberle         | 6,77   | 796,65 |
| 7    | Clyde Coffman         | 6,77   | 796,65 |
| 9    | Péter Bácsalmási      | 6,71   | 781,95 |
| 10   | Bob Tisdall           | 6,60   | 755,00 |
| 11   | Paavo Yrjölä          | 6,59   | 752,55 |
| 12   | Zygmunt Siedlecki     | 6,49   | 728,05 |
| 13   | Erwin Wegner          | 6,41   | 708,45 |
| 14   | Harry Hart            | 6,14   | 642,30 |

| Pos. | Atleta                | Lungo   |
| ---- | --------------------- | ------- |
| 1    | Buster Charles        | 1769,00 |
| 2    | Héctor Berra          | 1768,30 |
| 3    | Jānis Dimza           | 1740,30 |
| 4    | Akilles Järvinen      | 1734,00 |
| 5    | Hans-Heinrich Sievert | 1655,25 |
| 6    | Clyde Coffman         | 1630,05 |
| 7    | Wolrad Eberle         | 1606,25 |
| 8    | Bob Tisdall           | 1588,40 |
| 9    | Jim Bausch            | 1578,95 |
| 10   | Erwin Wegner          | 1518,05 |
| 11   | Zygmunt Siedlecki     | 1490,05 |
| 12   | Paavo Yrjölä          | 1466,95 |
| 13   | Péter Bácsalmási      | 1448,75 |
| 14   | Harry Hart            | 1380,50 |

### Lancio del peso
| Pos. | Atleta                | Misura | Punti |
| ---- | --------------------- | ------ | ----- |
| 1    | Jim Bausch            | 15,32  | 998   |
| 2    | Hans-Heinrich Sievert | 14,50  | 916   |
| 3    | Jānis Dimza           | 14,33  | 899   |
| 4    | Paavo Yrjölä          | 13,68  | 834   |
| 5    | Zygmunt Siedlecki     | 13,56  | 822   |
| 6    | Harry Hart            | 13,31  | 797   |
| 7    | Wolrad Eberle         | 13,22  | 788   |
| 8    | Akilles Järvinen      | 13,11  | 777   |
| 9    | Bob Tisdall           | 12,58  | 724   |
| 10   | Buster Charles        | 12,56  | 722   |
| 11   | Péter Bácsalmási      | 11,90  | 656   |
| 12   | Clyde Coffman         | 11,86  | 652   |
| 13   | Erwin Wegner          | 11,70  | 636   |
| -    | Héctor Berra          | Rit.   | Rit.  |

| Pos. | Atleta                | Totale  |
| ---- | --------------------- | ------- |
| 1    | Jānis Dimza           | 2639,30 |
| 2    | Jim Bausch            | 2576,95 |
| 3    | Hans-Heinrich Sievert | 2571,25 |
| 4    | Akilles Järvinen      | 2511,00 |
| 5    | Buster Charles        | 2491,00 |
| 6    | Wolrad Eberle         | 2394,25 |
| 7    | Bob Tisdall           | 2312,40 |
| 8    | Zygmunt Siedlecki     | 2312,05 |
| 9    | Paavo Yrjölä          | 2300,95 |
| 10   | Clyde Coffman         | 2282,05 |
| 11   | Harry Hart            | 2177,50 |
| 12   | Erwin Wegner          | 2154,05 |
| 13   | Péter Bácsalmási      | 2104,75 |

### Salto in alto
| Pos. | Atleta                | Misura | Punti |
| ---- | --------------------- | ------ | ----- |
| 1    | Buster Charles        | 1,85   | 888   |
| 2    | Hans-Heinrich Sievert | 1,78   | 790   |
| 2    | Jānis Dimza           | 1,78   | 790   |
| 4    | Akilles Järvinen      | 1,75   | 748   |
| 4    | Paavo Yrjölä          | 1,75   | 748   |
| 6    | Jim Bausch            | 1,70   | 678   |
| 6    | Clyde Coffman         | 1,70   | 678   |
| 6    | Péter Bácsalmási      | 1,70   | 678   |
| 6    | Zygmunt Siedlecki     | 1,70   | 678   |
| 10   | Wolrad Eberle         | 1,65   | 608   |
| 10   | Bob Tisdall           | 1,65   | 608   |
| 10   | Erwin Wegner          | 1,65   | 608   |
| 10   | Harry Hart            | 1,65   | 608   |

| Pos. | Atleta                | Totale  |
| ---- | --------------------- | ------- |
| 1    | Jānis Dimza           | 3429,30 |
| 2    | Buster Charles        | 3379,00 |
| 3    | Hans-Heinrich Sievert | 3361,25 |
| 4    | Akilles Järvinen      | 3259,00 |
| 5    | Jim Bausch            | 3254,95 |
| 6    | Paavo Yrjölä          | 3048,95 |
| 7    | Wolrad Eberle         | 3002,25 |
| 8    | Zygmunt Siedlecki     | 2990,05 |
| 9    | Clyde Coffman         | 2960,05 |
| 10   | Bob Tisdall           | 2920,40 |
| 11   | Harry Hart            | 2785,50 |
| 12   | Péter Bácsalmási      | 2782,75 |
| 13   | Erwin Wegner          | 2762,05 |

### 400 metri
| Pos. | Atleta                | Tempo | Punti  |
| ---- | --------------------- | ----- | ------ |
| 1    | Bob Tisdall           | 49"0  | 969,92 |
| 2    | Akilles Järvinen      | 50"6  | 909,76 |
| 3    | Wolrad Eberle         | 50"8  | 902,24 |
| 4    | Buster Charles        | 51"2  | 887,20 |
| 5    | Erwin Wegner          | 51"6  | 872,16 |
| 6    | Clyde Coffman         | 51"8  | 864,64 |
| 7    | Paavo Yrjölä          | 52"6  | 834,56 |
| 8    | Hans-Heinrich Sievert | 53"6  | 796,96 |
| 9    | Péter Bácsalmási      | 53"8  | 789,44 |
| 9    | Zygmunt Siedlecki     | 53"8  | 789,44 |
| 11   | Jim Bausch            | 54"2  | 774,40 |
| 12   | Jānis Dimza           | 54"8  | 751,84 |
| 13   | Harry Hart            | 57"2  | 661,60 |

| Pos. | Atleta                | Totale  |
| ---- | --------------------- | ------- |
| 1    | Buster Charles        | 4266,20 |
| 2    | Jānis Dimza           | 4181,14 |
| 3    | Akilles Järvinen      | 4168,76 |
| 4    | Hans-Heinrich Sievert | 4158,21 |
| 5    | Jim Bausch            | 4029,35 |
| 6    | Wolrad Eberle         | 3904,49 |
| 7    | Bob Tisdall           | 3890,32 |
| 8    | Paavo Yrjölä          | 3883,51 |
| 9    | Clyde Coffman         | 3824,69 |
| 10   | Zygmunt Siedlecki     | 3779,49 |
| 11   | Erwin Wegner          | 3634,21 |
| 12   | Péter Bácsalmási      | 3572,19 |
| 13   | Harry Hart            | 3447,10 |

### 110 ostacoli
| Pos. | Atleta                | Tempo | Punti |
| ---- | --------------------- | ----- | ----- |
| 1    | Erwin Wegner          | 15"4  | 962,0 |
| 2    | Bob Tisdall           | 15"5  | 952,5 |
| 3    | Harry Hart            | 15"6  | 943,0 |
| 4    | Akilles Järvinen      | 15"7  | 933,5 |
| 5    | Hans-Heinrich Sievert | 16"1  | 895,5 |
| 6    | Jim Bausch            | 16"2  | 886,0 |
| 6    | Buster Charles        | 16"2  | 886,0 |
| 8    | Jānis Dimza           | 16"4  | 867,0 |
| 9    | Wolrad Eberle         | 16"7  | 838,5 |
| 10   | Paavo Yrjölä          | 17"0  | 810,0 |
| 10   | Zygmunt Siedlecki     | 17"0  | 810,0 |
| 12   | Péter Bácsalmási      | 17"7  | 743,5 |
| 13   | Clyde Coffman         | 17"8  | 734,0 |

| Pos. | Atleta                | Totale  |
| ---- | --------------------- | ------- |
| 1    | Buster Charles        | 5152,20 |
| 2    | Akilles Järvinen      | 5102,26 |
| 3    | Hans-Heinrich Sievert | 5053,71 |
| 4    | Jānis Dimza           | 5048,14 |
| 5    | Jim Bausch            | 4915,35 |
| 6    | Bob Tisdall           | 4842,82 |
| 7    | Wolrad Eberle         | 4742,99 |
| 8    | Paavo Yrjölä          | 4693,51 |
| 9    | Erwin Wegner          | 4596,21 |
| 10   | Zygmunt Siedlecki     | 4589,49 |
| 11   | Clyde Coffman         | 4558,69 |
| 12   | Harry Hart            | 4390,10 |
| 13   | Péter Bácsalmási      | 4315,69 |

### Lancio del disco
| Pos. | Atleta                | Musura | Punti  |
| ---- | --------------------- | ------ | ------ |
| 1    | Jim Bausch            | 44,58  | 976,06 |
| 2    | Hans-Heinrich Sievert | 44,54  | 974,54 |
| 3    | Péter Bácsalmási      | 41,45  | 857,12 |
| 4    | Wolrad Eberle         | 41,34  | 852,94 |
| 5    | Paavo Yrjölä          | 40,77  | 831,28 |
| 6    | Jānis Dimza           | 40,76  | 830,90 |
| 7    | Harry Hart            | 40,62  | 825,58 |
| 8    | Zygmunt Siedlecki     | 39,05  | 765,92 |
| 9    | Buster Charles        | 38,71  | 753,00 |
| 10   | Akilles Järvinen      | 36,80  | 680,42 |
| 11   | Clyde Coffman         | 34,40  | 589,22 |
| 12   | Bob Tisdall           | 33,31  | 547,80 |
| 13   | Erwin Wegner          | 33,26  | 545,90 |

| Pos. | Atleta                | Totale  |
| ---- | --------------------- | ------- |
| 1    | Hans-Heinrich Sievert | 6028,25 |
| 2    | Buster Charles        | 5905,20 |
| 3    | Jim Bausch            | 5891,41 |
| 4    | Jānis Dimza           | 5879,04 |
| 5    | Akilles Järvinen      | 5782,68 |
| 6    | Wolrad Eberle         | 5595,93 |
| 7    | Paavo Yrjölä          | 5524,79 |
| 8    | Bob Tisdall           | 5390,62 |
| 9    | Zygmunt Siedlecki     | 5355,41 |
| 10   | Harry Hart            | 5215,68 |
| 11   | Péter Bácsalmási      | 5172,81 |
| 12   | Clyde Coffman         | 5147,91 |
| 13   | Erwin Wegner          | 5142,11 |

### Salto con l'asta
| Pos. | Atleta                | Misura | Punti |
| ---- | --------------------- | ------ | ----- |
| 1    | Jim Bausch            | 4,00   | 1027  |
| 1    | Clyde Coffman         | 4,00   | 1027  |
| 3    | Akilles Järvinen      | 3,60   | 811   |
| 4    | Wolrad Eberle         | 3,50   | 757   |
| 4    | Péter Bácsalmási      | 3,50   | 757   |
| 4    | Jānis Dimza           | 3,50   | 757   |
| 7    | Buster Charles        | 3,40   | 703   |
| 8    | Hans-Heinrich Sievert | 3,20   | 595   |
| 8    | Bob Tisdall           | 3,20   | 595   |
| 10   | Paavo Yrjölä          | 3,10   | 541   |
| 10   | Erwin Wegner          | 3,10   | 541   |
| 10   | Harry Hart            | 3,10   | 541   |
| 13   | Zygmunt Siedlecki     | 3,00   | 487   |

| Pos. | Atleta                | Totale  |
| ---- | --------------------- | ------- |
| 1    | Jim Bausch            | 6918,41 |
| 2    | Jānis Dimza           | 6636,04 |
| 3    | Hans-Heinrich Sievert | 6623,25 |
| 4    | Buster Charles        | 6608,20 |
| 5    | Akilles Järvinen      | 6593,68 |
| 6    | Wolrad Eberle         | 6352,93 |
| 7    | Clyde Coffman         | 6174,91 |
| 8    | Paavo Yrjölä          | 6065,79 |
| 9    | Bob Tisdall           | 5985,62 |
| 10   | Péter Bácsalmási      | 5929,81 |
| 11   | Zygmunt Siedlecki     | 5842,41 |
| 12   | Harry Hart            | 5756,68 |
| 13   | Erwin Wegner          | 5683,11 |

### Lancio del giavellotto
| Pos. | Atleta                | Misura | Punti    |
| ---- | --------------------- | ------ | -------- |
| 1    | Jim Bausch            | 61,91  | 1025,025 |
| 2    | Akilles Järvinen      | 61,00  | 1000,000 |
| 3    | Wolrad Eberle         | 57,49  | 903,475  |
| 4    | Paavo Yrjölä          | 56,12  | 865,800  |
| 5    | Hans-Heinrich Sievert | 53,91  | 805,025  |
| 6    | Erwin Wegner          | 53,83  | 802,825  |
| 7    | Harry Hart            | 50,49  | 710,975  |
| 8    | Clyde Coffman         | 48,88  | 666,700  |
| 9    | Péter Bácsalmási      | 48,59  | 658,725  |
| 10   | Buster Charles        | 47,72  | 634,800  |
| 11   | Bob Tisdall           | 45,26  | 567,150  |
| -    | Jānis Dimza           | Rit.   | Rit.     |
| -    | Zygmunt Siedlecki     | Rit.   | Rit.     |

| Pos. | Atleta                | Totale   |
| ---- | --------------------- | -------- |
| 1    | Jim Bausch            | 7943,435 |
| 2    | Akilles Järvinen      | 7593,680 |
| 3    | Hans-Heinrich Sievert | 7428,275 |
| 4    | Wolrad Eberle         | 7256,405 |
| 5    | Buster Charles        | 7243,000 |
| 6    | Paavo Yrjölä          | 6931,590 |
| 7    | Clyde Coffman         | 6841,610 |
| 8    | Péter Bácsalmási      | 6588,535 |
| 9    | Bob Tisdall           | 6552,770 |
| 10   | Erwin Wegner          | 6485,935 |
| 11   | Harry Hart            | 6467,655 |

### 1500 metri
| Pos. | Atleta                | Tempo  | Punti |
| ---- | --------------------- | ------ | ----- |
| 1    | Wolrad Eberle         | 4'34"4 | 774,4 |
| 2    | Bob Tisdall           | 4'34"4 | 774,4 |
| 3    | Paavo Yrjölä          | 4'37"4 | 756,4 |
| 4    | Buster Charles        | 4'39"8 | 742,0 |
| 5    | Akilles Järvinen      | 4'47"0 | 698,8 |
| 6    | Erwin Wegner          | 4'47"8 | 694,0 |
| 7    | Clyde Coffman         | 4'48"0 | 692,8 |
| 8    | Jim Bausch            | 5'17"0 | 518,8 |
| 9    | Hans-Heinrich Sievert | 5'18"0 | 512,8 |
| 10   | Péter Bácsalmási      | 5'34"6 | 413,2 |
| 11   | Harry Hart            | 5'48"2 | 331,6 |

## Classifica finale
| Pos.    | Atleta                | Età | Nazione     | Totale   | 100m  | Lungo  | Peso | Alto | 400m   | 110hs | Disco  | Asta | Giav.    | 1500m |
| ------- | --------------------- | --- | ----------- | -------- | ----- | ------ | ---- | ---- | ------ | ----- | ------ | ---- | -------- | ----- |
| Oro     | Jim Bausch            | 26  | Stati Uniti | 8462,235 | 738,2 | 840,75 | 998  | 678  | 774,40 | 886,0 | 976,06 | 1027 | 1025,025 | 518,8 |
| Argento | Akilles Järvinen      | 26  | Finlandia   | 8292,480 | 881,0 | 853,00 | 777  | 748  | 909,76 | 933,5 | 680,42 | 811  | 1000,000 | 698,8 |
| Bronzo  | Wolrad Eberle         | 24  | Germania    | 8030,805 | 809,6 | 796,65 | 788  | 608  | 902,24 | 838,5 | 852,94 | 757  | 903,475  | 774,4 |
| 4       | Buster Charles        | 24  | Stati Uniti | 7985,000 | 857,2 | 911,80 | 722  | 888  | 887,20 | 886,0 | 753,00 | 703  | 634,800  | 742,0 |
| 5       | Hans-Heinrich Sievert | 22  | Germania    | 7941,075 | 809,6 | 845,65 | 916  | 790  | 796,96 | 895,5 | 974,54 | 595  | 805,025  | 512,8 |
| 6       | Paavo Yrjölä          | 30  | Finlandia   | 7687,990 | 714,4 | 752,55 | 834  | 748  | 834,56 | 810,0 | 831,28 | 541  | 865,800  | 756,4 |
| 7       | Clyde Coffman         | 21  | Stati Uniti | 7534,410 | 833,4 | 796,65 | 652  | 678  | 864,64 | 734,0 | 589,22 | 1027 | 666,700  | 692,8 |
| 8       | Bob Tisdall           | 25  | Irlanda     | 7327,170 | 833,4 | 755,00 | 724  | 608  | 969,92 | 952,5 | 547,80 | 595  | 567,150  | 774,4 |
| 9       | Erwin Wegner          | 23  | Germania    | 7179,935 | 809,6 | 708,45 | 636  | 608  | 872,16 | 962,0 | 545,90 | 541  | 802,825  | 694,0 |
| 10      | Péter Bácsalmási      | 23  | Ungheria    | 7001,735 | 666,8 | 781,95 | 656  | 678  | 789,44 | 743,5 | 857,12 | 757  | 658,725  | 413,2 |
| 11      | Harry Hart            | 26  | Sudafrica   | 6799,255 | 738,2 | 642,30 | 797  | 608  | 661,60 | 943,0 | 825,58 | 541  | 710,975  | 331,6 |
|         |                       |     |             |          |       |        |      |      |        |       |        |      |          |       |
| -       | Jānis Dimza           | 25  | Lettonia    | 6636,040 | 833,4 | 906,90 | 899  | 790  | 751,84 | 867,0 | 830,90 | 757  | Rit.     |       |
| -       | Zygmunt Siedlecki     | 25  | Polonia     | 5842,410 | 762,0 | 728,05 | 822  | 678  | 789,44 | 810,0 | 765,92 | 487  | Rit.     |       |
| -       | Héctor Berra          | 22  | Argentina   | 1768,300 | 881,0 | 887,30 | Rit. |      |        |       |        |      |          |       |
| -       | Carlos Woebcken       | 31  | Brasile     | 0        | Rit.  |        |      |      |        |       |        |      |          |       |

James Bausch verrà premiato come migliore atleta USA dell'anno negli sport non professionistici.

Con le modifiche al "peso specifico" delle varie gare introdotte nel 1984, il punteggio di Bausch si sarebbe ridimensionato a 6.736 punti, mentre quello di Järvinen si sarebbe ridotto di meno, scendendo a 6.879. Quindi il finlandese avrebbe vinto il titolo.